# Szoborpark
Szoborpark (doslova Park soch) je velké muzeum pod otevřeným nebem, které stojí v maďarské metropoli Budapešti. Zahrnuje památníky a sochy, které vznikly během existence Maďarské lidové republiky, resp. období komunistického režimu v dějinách země. Stojí na Balatonské ulici v jihozápadní části města, v místní části Nagytétény.
V areálu se nachází sochy Vladimira Lenina, Karla Marxe a Friedricha Engelse, stejně jako některých maďarských komunistických představitelů. Celkem jich zde je přes 40. Park navrhl Ákos Eleőd, který vyhrál soutěž, zorganizovanou budapešťským magistrátem v roce 1991. V angličtině se objevuje pod názvem Memorial Park někdy potom i v maďarštině jako Memento park.
Areál je rozdělen na několik částí. Ta, která se věnuje sochám, má oficiální název Rozsudek nad tyranií a je inspirována básní Gyuly Illyése a zahrnuje šest dalších menších částí. Celkem je v parku umístěno 42 soch. Všechny byly z exponovaných veřejných prostranství odstraněny do roku 1991. Přítomna je také replika piedestalu se Stalinovými botami, připomínka svrženého památníku z revolučních události z roku 1956.